# Geokorona
Geokorona – otoczka wodorowa Ziemi, stanowiąca część jej egzosfery, obserwowalna w zakresie ultrafioletu w postaci poświaty wokół planety.
Geokoronę tworzy neutralny wodór atomowy, który pochłania promieniowanie słoneczne z zakresu dalekiego ultrafioletu, a wzbudzone atomy emitują promieniowanie. Gęstość wodoru sięga od około tysiąca cząstek na centymetr sześcienny na wewnętrznej granicy prądu pierścieniowego płynącego w pasach radiacyjnych, do mniej niż stu na wysokości orbity geosynchronicznej. Wzbudzony wodór emituje światło przy czym najsilniejsza i najwygodniejsza do obserwacji jest promieniowanie o częstotliwości Lyman-α.
Obserwacje w zakresie długości fali Lyman-α wykazują także istnienie analogicznych otoczek wokół Wenus i Marsa.